# Heinrich Weizsäcker
Heinrich Weizsäcker (* 18. Oktober 1862 in München; † 14. Januar 1945) war ein deutscher Kunsthistoriker und von 1891 bis 1904 Direktor des Städelschen Kunstinstituts.

## Leben
Heinrich Weizsäcker gehörte zur württembergischen Familie Weizsäcker, Der Vater von Heinrich Weizsäcker war der Historiker Julius Weizsäcker; sein Cousin war Karl Hugo von Weizsäcker, später württembergischer Ministerpräsident
An der Akademie der Bildenden Künste in München und der Akademie der Künste in Berlin absolvierte er die Ausbildung zum Maler, wobei er diesen Beruf aufgrund eines Augenleidens nicht ausüben konnte. Deshalb studierte Heinrich Weizsäcker in Berlin und Göttingen zudem Kunstgeschichte und wurde 1885 promoviert.

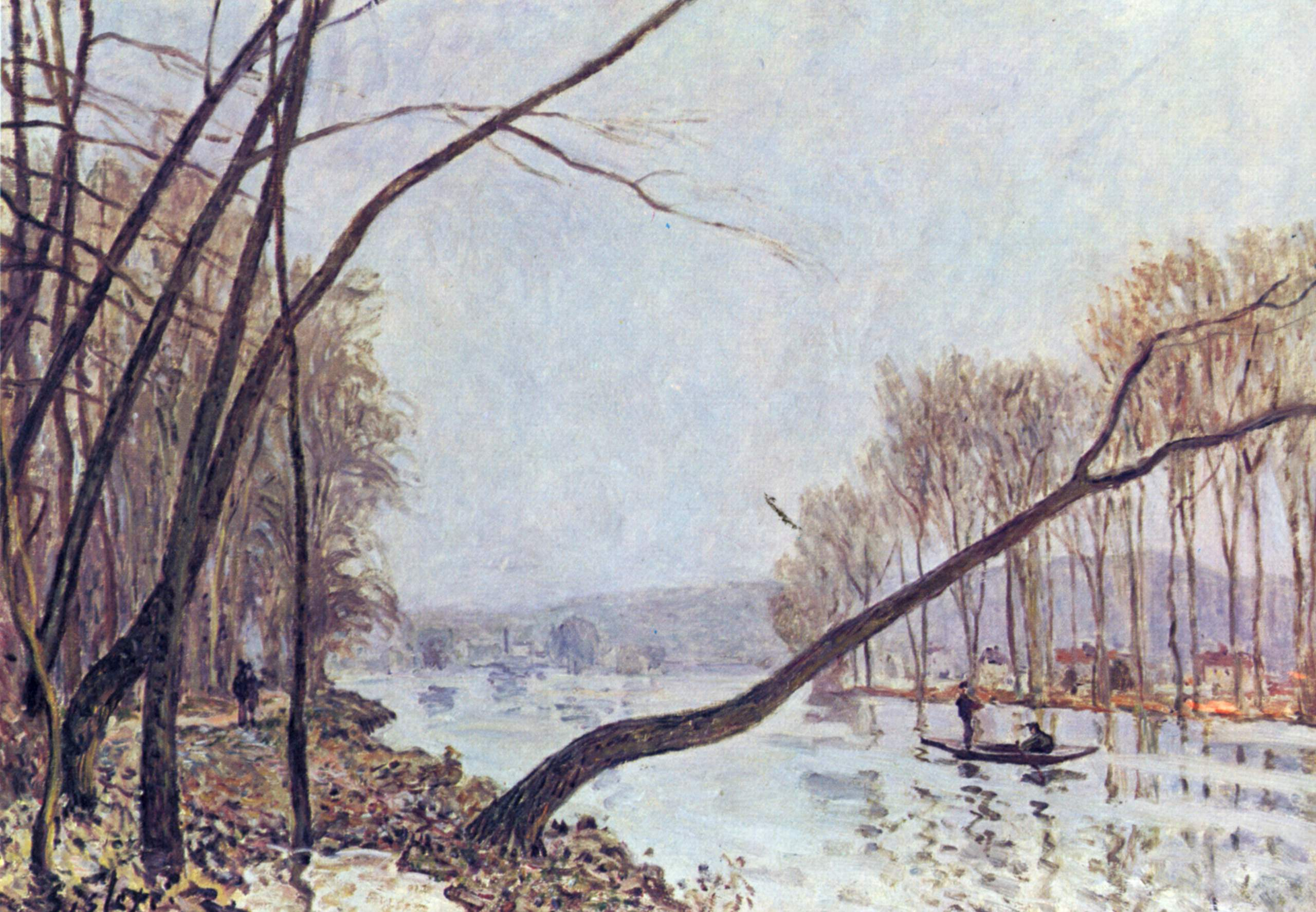
Sisley: Ufer der Seine im Herbst

Anschließend arbeitete er als wissenschaftlicher Hilfsarbeiter in der von Wilhelm von Bode geleiteten Abteilung für Gemälde und Renaissance-Sammlungen der Berliner Museen. Weizsäcker erreichte die Anerkennung seines Vorgesetzten, und auch später verband ihn mit von Bode ein vertrauensvolles Verhältnis. Zudem förderte Wilhelm von Bode die Karriere Weizsäckers, indem er ihn für den Posten des Direktors des Städelschen Kunstinstituts in Frankfurt am Main empfahl. Diesen Posten erhielt Heinrich Weizsäcker 1891, bis 1895 zunächst gemeinsam mit Heinrich Pallmann, der für Bibliothek und Kupferstichkabinett zuständig war. Er wurde in Frankfurt mit gemischten Gefühlen wahrgenommen, weil der Einfluss Bodes auf die Museumspolitik kritisiert wurde. Weizsäcker selbst geriet in Konflikt mit der bürgerlichen Administration des Städel. So wurden Ankäufe von Bildern Max Liebermanns und Wilhelm Leibls, die er befürwortete, nicht genehmigt. 1899 gründete er mit Leopold Sonnemann, dem Herausgeber der Frankfurter Zeitung den Städelschen Museums-Verein. Im gleichen Jahr übergab der Frankfurter Kunstmäzen Viktor Mössinger dem Museum Alfred Sisleys Gemälde Seine-Ufer von 1879, das erste Bild eines französischen Impressionisten in der Sammlung des Städelschen Kunstinstituts. Weizsäcker verließ das Museum 1904. Sein Nachfolger als Direktor wurde Ludwig Justi.
Weizsäcker wechselte 1904 an die Technische Hochschule Stuttgart, wo er eine Professur am kunstgeschichtlichen Institut antrat. In der Folgezeit publizierte er weiter vor allem zur Kunst in Frankfurt am Main, darunter den ersten wissenschaftlichen Bestandskatalog der Sammlung des Städelschen Kunstinstituts. Von ihm stammt auch die Monografie Adam Elsheimer. Der Maler von Frankfurt in zwei Bänden 1936 und 1952. Er widmete sich aber auch der zeitgenössischen Kunst in Stuttgart, so mit dem Werk Stuttgarter Kunst der Gegenwart aus dem Jahr 1913. Bekannte Kunsthistoriker wie Julius Baum und Hans Hildebrandt habilitierten sich bei Heinrich Weizsäcker. 1915 bis 1919 war er auch Leiter der Stuttgarter Gemäldesammlung. 1923/24 war er Rektor der TH Stuttgart.

## Veröffentlichungen (Auswahl)
- Das Frankfurter Kunstleben im 19. Jahrhundert (= Kunst und Künstler in Frankfurt a. M. im neunzehnten Jahrhundert Bd. 1). Frankfurt 1907
- Adam Elsheimer. Der Maler von Frankfurt. 2 Bände, 1936 und 1952.